# Хасанкулі-хан
Хасанкулі-хан (д/н—1519) — 3-й хівинський хан у 1519 році.

## Життєпис
Походив з роду Арабшахів, гілки Шибанідів. Онук Ядгар-хана, володаря Держави кочових узбеків. Син Абулека. Після смерті 1519 року Султан Ходжа-хана за підтримки частини узбецької племінної знаті стає новим володарем держави. Втім проти нього виступив Султан Газі-султан (син Ільбарс-хана I), на допомогу якому прийшов Аганай-султан (син Амінека і онук Ядгар-хана).
Спочатку біля Хорасанської брами Ургенча Хасанкулі-хан завдав поразки супротивникам. Втім Султан Газі-султан відступив у власні володіння (мамлакат), звідки почав війну проти Хасанкулі-хана. Невдовзі оточив того в Ургенчі. Через 4 місяці продовольчі запаси незабаром виснажилися і почався голод. Осляча голова, як свідчить Абулгазі, продавалася за 20 тангу, але за цю ціну її неможливо було знайти. Зрештою Ургенч було захоплено, а Хасанкулі разом з його сином Білял-султаном були страчені. На трон було поставлено Суфіяна.